# جامع أهل البيت (الأنبار)
جامع أهل البيت من مساجد العراق الحديثة، ويقع في منطقة الثيلة، في قضاء الرمادي في محافظة الأنبار، وبني في عام 1426 هـ/2005م، ولقد شيد على نفقة المتبرع (زياد شعيب)، وتبلغ مساحة الجامع 250م2، ويحتوي الحرم على مصلى يتسع لأكثر من 100 مصل، وتقام فيهِ صلاة الجمعة وصلاة العيدين والصلوات الخمس.
وتحيط مبنى الحرم النوافذ من كل جانب، وتوجد مقابل الحرم فسحة وطارمة صغيرة.